# Open Arms (Tina Turner)
Open Arms è un singolo di Tina Turner del 2004.
La canzone prodotta da Jimmy Hogart, e scritta da Martin Brammer, Colette Van Sertima, Ben Barson è il primo singolo (ed uno dei tre inediti) estratto dal greatest hits della Turner All The Best, pubblicato nel 2004.
Il singolo ha raggiunto la quindicesima posizione della classifica statunitense Adult Contemporary (AC) e la venticinquesima della classifica britannica dei singoli più venduti.

## Tracce
CD-Maxi
1. Open Arms - 4:03
2. Great Spirits - 3:57
3. Cose della vita - Can't Stop Thinking Of You - duetto con Eros Ramazzotti - 3:43
4. Open Arms (Enhanced Interview Footage)

## Classifiche
| Classifica(2004)       | Posizione più alta |
| ---------------------- | ------------------ |
| Europa                 | 54                 |
| USA R&B                | 70                 |
| USA Adult Contemporary | 15                 |
| Regno Unito            | 25                 |
| Italia                 | 21                 |
| Germania               | 33                 |
| Svizzera               | 32                 |
| Austria                | 31                 |
| Polonia                | 20                 |
| Portogallo             | 11                 |
| Ucraina                | 19                 |
| Paesi Bassi            | 54                 |